# Zaluka Lipnička
Zaluka Lipnička is een plaats in de gemeente Žakanje in de Kroatische provincie Karlovac. De plaats telt 151 inwoners (2001).